# Grand Prix automobile du Portugal 1985
Le Grand Prix automobile du Portugal 1985 est une course de Formule 1 qui s'est déroulée le 21 avril 1985 sur le circuit d'Estoril près de Lisbonne.

## Classement
| Pos. | No | Pilote             | Écurie            | Tours | Temps/Abandon                      | Grille | Points |
| ---- | -- | ------------------ | ----------------- | ----- | ---------------------------------- | ------ | ------ |
| 1    | 12 | Ayrton Senna       | Lotus-Renault     | 67    | 2 h 00 min 28 s 006 (145,160 km/h) | 1      | 9      |
| 2    | 27 | Michele Alboreto   | Ferrari           | 67    | + 1 min 02 s 978                   | 5      | 6      |
| 3    | 15 | Patrick Tambay     | Renault           | 66    | + 1 tour                           | 12     | 4      |
| 4    | 11 | Elio De Angelis    | Lotus-Renault     | 66    | + 1 tour                           | 4      | 3      |
| 5    | 5  | Nigel Mansell      | Williams-Honda    | 65    | + 2 tours                          | 9      | 2      |
| 6    | 4  | Stefan Bellof      | Tyrrell-Ford      | 65    | + 2 tours                          | 21     | 1      |
| 7    | 16 | Derek Warwick      | Renault           | 65    | + 2 tours                          | 6      |        |
| 8    | 28 | Stefan Johansson   | Ferrari           | 62    | + 5 tours                          | 11     |        |
| 9    | 24 | Piercarlo Ghinzani | Osella-Alfa Romeo | 61    | + 6 tours                          | 26     |        |
| Nc.  | 9  | Manfred Winkelhock | RAM-Hart          | 50    | Non classé                         | 15     |        |
| Abd. | 1  | Niki Lauda         | McLaren-TAG       | 49    | Moteur                             | 7      |        |
| Abd. | 23 | Eddie Cheever      | Alfa Romeo        | 36    | Moteur                             | 14     |        |
| Abd. | 2  | Alain Prost        | McLaren-TAG       | 30    | Accident                           | 2      |        |
| Abd. | 25 | Andrea De Cesaris  | Ligier-Renault    | 29    | Tenue de route                     | 8      |        |
| Abd. | 18 | Thierry Boutsen    | Arrows-BMW        | 28    | Moteur                             | 16     |        |
| Abd. | 7  | Nelson Piquet      | Brabham-BMW       | 28    | Tenue de route                     | 10     |        |
| Abd. | 3  | Martin Brundle     | Tyrrell-Ford      | 20    | Boîte de vitesses                  | 22     |        |
| Abd. | 21 | Mauro Baldi        | Spirit-Hart       | 19    | Sortie de piste                    | 24     |        |
| Abd. | 6  | Keke Rosberg       | Williams-Honda    | 16    | Accident                           | 3      |        |
| Abd. | 26 | Jacques Laffite    | Ligier-Renault    | 15    | Tenue de route                     | 18     |        |
| Abd. | 17 | Gerhard Berger     | Arrows-BMW        | 12    | Sortie de piste                    | 17     |        |
| Abd. | 29 | Pierluigi Martini  | Minardi-Ford      | 12    | Moteur                             | 25     |        |
| Abd. | 22 | Riccardo Patrese   | Alfa Romeo        | 4     | Collision                          | 13     |        |
| Abd. | 10 | Philippe Alliot    | RAM-Hart          | 3     | Accident                           | 20     |        |
| Abd. | 8  | François Hesnault  | Brabham-BMW       | 3     | Sortie de piste                    | 19     |        |
| Abd. | 30 | Jonathan Palmer    | Zakspeed          | 2     | Suspension                         | 23     |        |

## Pole position et record du tour
- Pole position : Ayrton Senna en 1 min 21 s 007 (vitesse moyenne : 193,317 km/h).
- Meilleur tour en course : Ayrton Senna en 1 min 44 s 121 (vitesse moyenne : 150,402 km/h) au 15e tour.

## Tours en tête
- Ayrton Senna : 67 (1-67)

## À noter
- 1re victoire pour Ayrton Senna.
- 73e victoire pour Lotus en tant que constructeur.
- 16e victoire pour Renault en tant que motoriste.
- La course est stoppée au bout de 2 heures après 67 des 69 tours prévus.